# Bloody Mama
Bloody Mama is een Amerikaanse misdaadfilm uit 1970 onder regie van Roger Corman.

## Verhaal
Tijdens de drooglegging in de Verenigde Staten wordt Kate Barker een van de bekendste criminelen van het land. Ze kan rekenen op de hulp van haar bende, die bestaat uit haar eigen zoons. Op een dag besluiten ze de rijke Sam Adams Pendlebury te ontvoeren.

## Rolverdeling
| Acteur           | Personage            |
| ---------------- | -------------------- |
| Shelley Winters  | Kate Barker          |
| Pat Hingle       | Sam Adams Pendlebury |
| Don Stroud       | Herman Barker        |
| Diane Varsi      | Mona Gibson          |
| Bruce Dern       | Kevin Dirkman        |
| Clint Kimbrough  | Arthur Barker        |
| Robert De Niro   | Lloyd Barker         |
| Robert Walden    | Fred Barker          |
| Alex Nicol       | George Barker        |
| Pamela Dunlap    | Rembrandt            |
| Michael Fox      | Dr. Roth             |
| Scatman Crothers | Moses                |
| Stacy Harris     | Agent McClellan      |
| Lisa Linsky      | Jonge Kate           |
| Steve Mitchell   | Sheriff              |